# Vesuvio Cafe
Il Vesuvio Cafe è un bar storico di San Francisco. Si trova al numero 255 di Columbus Avenue, di fronte a un vicolo che lo separa dalla libreria City Lights Bookstore. L'edificio fu progettato e costruito nel 1913 dall'architetto italiano Italo Zanolini e ristrutturato nel 1918.

## Storia
Il bar fu fondato nel 1948 da Henri Lenoir e fu frequentato da numerosi esponenti della Beat Generation, tra cui Jack Kerouac, Allen Ginsberg, Lawrence Ferlinghetti e Neal Cassady.
L’ex comproprietario e direttore emerito Leo Riegler è deceduto nel 2017.
Il vicolo in comune con la City Lights Bookstore, originariamente chiamato "Adler", fu ribattezzato "Jack Kerouac Alley" nel 1988. Nel 2007 venne riqualificato e reso accessibile esclusivamente ai pedoni.